# 跳躍卡
跳躍卡（英語：TFI Leap Card）是愛爾蘭都柏林的一個免觸碰智能卡，用於愛爾蘭交通局的自動收費系統。跳躍卡於2011年首次發行，可用於都柏林輕軌、DART、愛爾蘭鐵路及都柏林巴士，但目前可用範圍已遠超都柏林，可在全愛爾蘭乃至部分長途通勤路線通用。起初跳躍卡只提供電子錢包的預付功能，但自2014年5月起可加入週票、月票和年票。根據國家交通局，2017年9月跳躍卡就有超過250萬使用者。最低增值為5歐元。